# Charleston Harbor

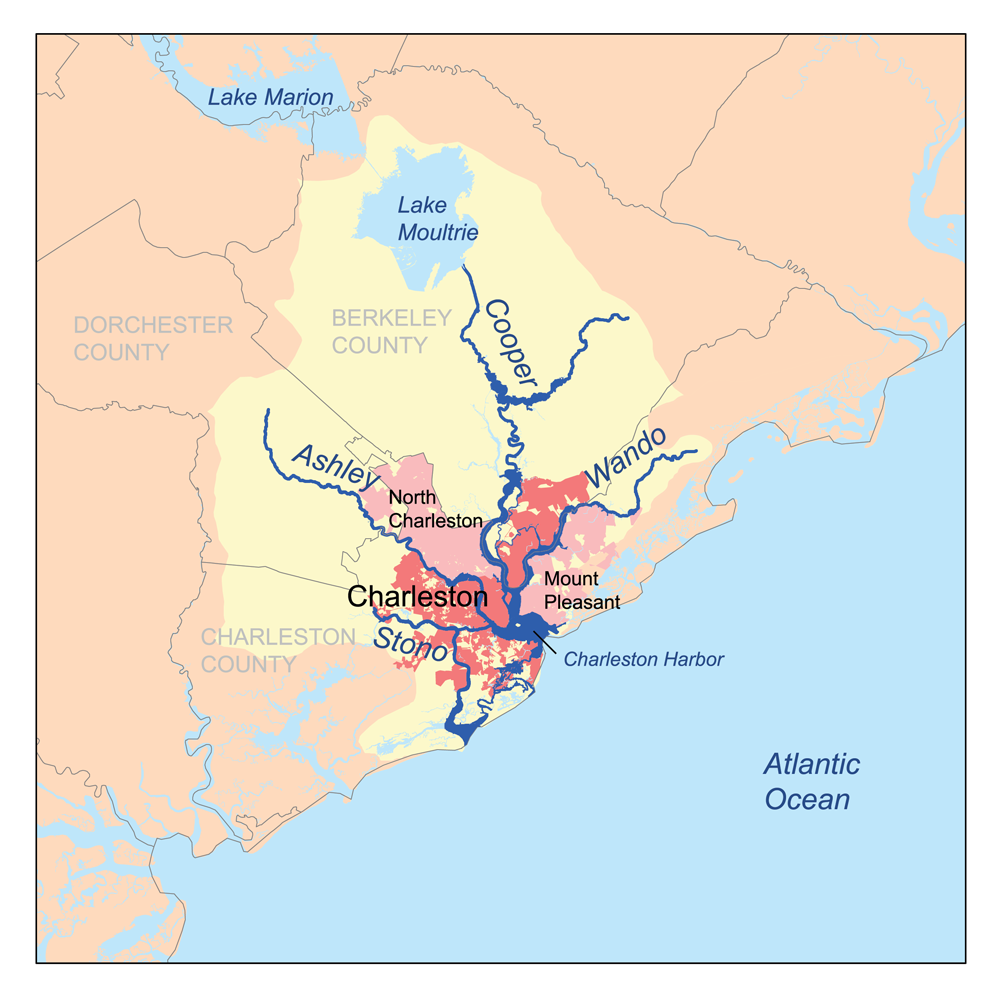
Karta över Charleston Harbors avrinningsområden.

Charleston Harbor är ett inlopp (20,7 km²) i Atlanten vid Charleston, South Carolina. Inloppet är bildad genom korsningen av floderna Ashley och Cooper vid 32°49′7.10″N 79°55′40.41″V / 32.8186389°N 79.9278917°V. Morris och Sullivan's Island ligger vid inloppet. Charleston Harbor är del av Intracoastal Waterway.
Liksom de flesta flodmynningar i sydöst är inloppet ett bevis på en försjunken kust skapad av en höjning av havsnivån under den senaste geologiska perioden.
Hamnen frös tillräckligt för att möjliggöra skridskoåkning under vintern 1784, som en följd av den vulkaniska utgjutelse i Laki på Island under sommaren 1783.

## Historia
Charleston Harbor var också platsen för den första framgångsrika ubåtsattacken i historien den 17 februari 1864 då H. L. Hunley gjorde en djärv nattlig räd på USS Housatonic.